# طرخشقون أنيق
طرخشقون أنيق (الاسم العلمي:Taraxacum elegans) هو نوع من النباتات يتبع جنس الطرخشقون من الفصيلة النجمية.